# Sorbaria tomentosa
Sorbaria tomentosa je bíle kvetoucí opadavý keř z rodu tavolníkovec (Sorbaria), náležící do čeledi růžovité.

## Popis
Keř je na rozdíl od ostatních druhů až 6 m vysoký. Větévky jsou široce odstávající, celé lysé, stejně jako letorosty. Květenství jsou až 40 cm dlouhá, barva květů je žlutavě bílá. Kvete v červenci a srpnu.

## Pěstování
Tavolníkovec roste nejraději na výsluní, ale snese i zastínění. Na půdu není náročný, daří se mu i v náročných podmínkách a snese i sucho.